# Just Dance 2021
Just Dance 2021 é um jogo de ritmo desenvolvido e publicado pela Ubisoft. Foi revelado em 26 de agosto de 2020 durante o evento Nintendo Direct Mini: Apresentação do Partner Showcase em agosto de 2020 na web como a décima segunda edição principal da série Just Dance e foi lançado em 12 de novembro de 2020, para Nintendo Switch, PlayStation 4, Xbox One e Stadia, e em 24 de novembro de 2020, para PlayStation 5 e Xbox Series X/S. É o primeiro jogo da série Just Dance  a não ser anunciado na E3, devido ao cancelamento do evento em 2020 em decorrência da pandemia da COVID-19. É também o primeiro jogo da série principal a não ser lançado para o Wii e o primeiro jogo da série a não estar disponível em um Nintendo disco óptico .

## Jogabilidade
Assim como nas parcelas anteriores da franquia, os jogadores devem imitar a coreografia do dançarino na tela para uma música escolhida usando controladores de movimento (excluindo os consoles de nona geração e Stadia) ou o smartphone associado ao jogo "app".  A versão Stadia também permite o uso de um gamepad e um teclado para navegação no menu..
Sua interface de usuário e recursos são em grande parte idênticos aos Just Dance 2019 & Just Dance 2020. As mudanças incluem a "Pista de Dança Mundial" agora sendo renovada com um torneio competitivo de três músicas em salas que correspondem ao nível de um jogador com outros jogadores de nível semelhante, e uma nova tela de resultados que detalha a taxa de precisão do jogador na execução dos movimentos. O jogo também apresenta um novo modo, conhecido como modo "Quick Play", no qual o jogo embaralha aleatoriamente uma música para tornar mais fácil para os jogadores pularem direto para a dança sem a dificuldade de escolher uma música.

## Trilha sonora
As seguintes músicas aparecem em Just Dance 2021:
| Musica                          | Artista                                                  | Ano  |
| ------------------------------- | -------------------------------------------------------- | ---- |
| "Adore You"                     | Harry Styles                                             | 2019 |
| "Alexandrie Alexandra"          | Jérôme Francis (ficou famoso por Claude François)        | 1978 |
| "All the Good Girls Go to Hell" | Billie Eilish                                            | 2019 |
| "Bailando"                      | Paradisio (Feat. DJ Patrick Samoy)                       | 1996 |
| "Blinding Lights"               | The Weeknd                                               | 2019 |
| "Boy, You Can Keep It"          | Alex Newell                                              | 2020 |
| "Buscando"                      | GTA & Jenn Morel                                         | 2018 |
| "Dance Monkey"                  | Tones and I                                              | 2019 |
| "Dibby Dibby Sound"             | DJ Fresh vs.Jay Fay (Feat. Ms. Dynamite)                 | 2014 |
| "Don't Start Now"               | Dua Lipa                                                 | 2019 |
| "Feel Special"                  | Twice                                                    | 2019 |
| "Georgia"                       | Tiggs Da Author                                          | 2015 |
| "Get Get Down"                  | Paul Johnson                                             | 1999 |
| "Heat Seeker"                   | Dreamers                                                 | 2020 |
| "Ice Cream"                     | Blackpink & Selena Gomez                                 | 2020 |
| "In the Navy"                   | The Sunlight Shakers (ficou famoso por Village People)   | 1979 |
| "Joone Khodet"                  | Black Cats                                               | 2006 |
| "Juice"                         | Lizzo                                                    | 2019 |
| "Kick It"                       | NCT 127                                                  | 2020 |
| "Kulikitaka"                    | Toño Rosario                                             | 2003 |
| "Lacrimosa"                     | Apashe                                                   | 2018 |
| "Magenta Riddim"                | DJ Snake                                                 | 2018 |
| "Paca Dance"                    | The Just Dance Band                                      | 2020 |
| "Que Tire Pa Lante"             | Daddy Yankee                                             | 2019 |
| "Rain on Me"                    | Lady Gaga & Ariana Grande                                | 2020 |
| "Rare"                          | Selena Gomez                                             | 2020 |
| "Runaway (U & I)"               | Galantis                                                 | 2014 |
| "Samba de Janeiro"              | Ultraclub 90 (ficou famoso porBellini)                   | 1997 |
| "Say So"                        | Doja Cat                                                 | 2020 |
| "Señorita"                      | Shawn Mendes & Camila Cabello                            | 2019 |
| "Temperature"                   | Sean Paul                                                | 2005 |
| "The Other Side"                | SZA and Justin Timberlake                                | 2020 |
| "The Weekend"                   | Michael Gray                                             | 2004 |
| "Till the World Ends"           | The Girly Team (ficou famoso por Britney Spears)         | 2011 |
| "Uno"                           | Little Big                                               | 2020 |
| "Volar"                         | Lele Pons (Feat. Susan Díaz & Victor Cardenas)           | 2020 |
| "Without Me"                    | Eminem                                                   | 2002 |
| "Yameen Yasar"                  | DJ Absi                                                  | 2020 |
| "Yo Le Llego"                   | J Balvin and Bad Bunny                                   | 2019 |
| "You've Got a Friend in Me"     | Disney Pixar's Toy Story (ficou famoso por Randy Newman) | 1995 |
| "Zenit"                         | Onuka                                                    | 2019 |

### Modo Kids
As seguintes músicas aparecem no modo Kids do jogo:
| Música                      | Artista                                                               | Ano  |
| --------------------------- | --------------------------------------------------------------------- | ---- |
| "Dance of the Mirlitons"    | The Just Dance Orchestra (as made famous by Pyotr Ilyich Tchaikovsky) | 1892 |
| "Flying Carpet"             | Persian Nights                                                        | 2020 |
| "Get on the Fire Truck"     | The Step Brigade                                                      | 2020 |
| "Here Comes the Spy"        | The Step Brigade                                                      | 2019 |
| "Kulikitaka"                | Toño Rosario                                                          | 2003 |
| "Let's Save Our Planet"     | The Sunlight Shakers                                                  | 2015 |
| "Rock N Roll Princess"      | Fast Forward Highway                                                  | 2020 |
| "Space Cat"                 | Equinox Stars                                                         | 2011 |
| "The Color Lab"             | Dancing Bros.                                                         | 2011 |
| "You've Got a Friend in Me" | Disney Pixar's Toy Story (as made famous by Randy Newman)             | 1996 |

### Just Dance Unlimited
Just Dance Unlimited continua a ser oferecido em 2021 para consoles de oitava geração e Stadia, apresentando uma biblioteca de streaming de músicas novas e existentes. O serviço também estreou nos consoles de nona geração com o lançamento de 2021.
Músicas exclusivas para Just Dance Unlimited incluem:
| Musica                       | Artista                                                           | Ano  | Data de lançamento                                                            |
| ---------------------------- | ----------------------------------------------------------------- | ---- | ----------------------------------------------------------------------------- |
| "Dans van de Farao"          | K3                                                                | 2020 | 12 de novembro de 2020 (região do Benelux) 30 de dezembro de 2020 (Worldwide) |
| "Flash (Just Dance Version)" | Bilal Hassani (Feat. Sundy Jules, Paola Locatelli & Sulivan Gwed) | 2020 | 12 de novembro de 2020 (France) 30 de dezembro de 2020 (Worldwide)            |
| "U.S.A."                     | Da Pump                                                           | 2018 | November 12, 2020 (Japan) December 30, 2020 (Worldwide)                       |
| "Drum Go Dum"                | K/DA (Feat. Aluna, Wolftyla & Bekuh Boom                          | 2020 | November 25, 2020 (Initial release) February 25, 2021 (JDU exclusive)         |
| "Tusa"                       | Karol G & Nicki Minaj                                             | 2019 | January 14, 2021                                                              |
| "Stupid Love"                | Lady Gaga                                                         | 2020 | January 21, 2021                                                              |
| "Girls Like"                 | Tinie Tempah (Feat. Zara Larsson)                                 | 2016 | January 28, 2021                                                              |
| "Monster"                    | Exo                                                               | 2016 | April 15, 2021                                                                |
| "The Way I Are"              | Timbaland (Feat. Keri Hilson, D.O.E. & Sebastian)                 | 2007 | April 22, 2021                                                                |
| "Come Back Home"             | 2NE1                                                              | 2014 | 29 de abril de 2021                                                           |
| "Head & Heart"               | Joel Corry (Feat. MNEK)                                           | 2020 | July 15, 2021                                                                 |
| "Intoxicated"                | Martin Solveig & GTA                                              | 2015 | July 22, 2021                                                                 |
| "John Cena"                  | Sho Madjozi                                                       | 2019 | July 29, 2021                                                                 |
| "All the Stars"              | Kendrick Lamar & SZA                                              | 2018 | October 7, 2021                                                               |
| "Rainbow Beats"              | Yi Yan, Zhao Fang Jing, Suika Kune and Feizaojun                  | 2020 | October 14, 2021                                                              |